# アントン・ベルクマイヤー

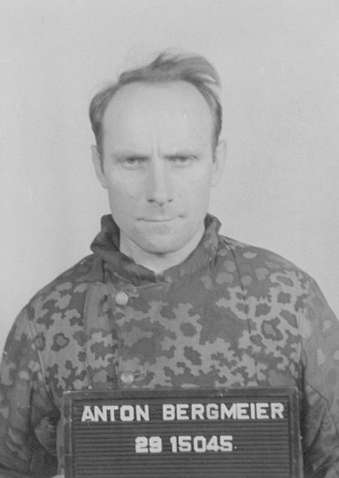
ベルクマイヤーのマグショット（1947年4月）

アントン・ベルクマイヤー（Anton Bergmeier, 1919年12月9日 - 1984年10月11日）は、ドイツの軍人。第二次世界大戦中、親衛隊(SS)の隊員としてブーヘンヴァルト強制収容所の看守などを務めた。最終階級は親衛隊曹長(SS-Oberscharführer)。

## 経歴
1938年、看守長マルティン・ゾンマーの副官としてブーヘンヴァルト収容所に赴任し、1943年2月までこの職を務めた。この頃、ブーヘンヴァルト強制収容所の前任所長カール・オットー・コッホが独断での囚人殺害や職務怠慢などの容疑でゲシュタポに逮捕される。これを受けてコッホの裁判を担当していた親衛隊法務官コンラート・モルゲンはベルクマイヤーら末端の収容所職員まで捜査対象を広げた。結果としてゾンマーは逮捕され、ベルクマイヤーも逮捕こそされなかったものの看守職を追われている。その後、ベルクマイヤーは逮捕を免れる代わりに武装SS懲罰部隊の隊員として前線に送られたとも言われているが定かではない。
戦後、ベルクマイヤーはダッハウ裁判の一環として行われたブーヘンヴァルト裁判において、30名の被告と共に起訴された。この中で、ベルクマイヤーは連合軍捕虜の目撃証言を根拠として捕虜虐待の罪で裁かれた。1947年8月14日、ベルクマイヤーはブーヘンヴァルト強制収容所にて捕虜の虐待および殺害に関与していたと判断され、絞首刑が宣告された。ただし、この判決はまもなく終身刑に減刑され、1950年代半ばにはランツベルク戦犯収容所から釈放されたとされる。
その後、長らく消息不明となっていたが、1984年10月にプファッフェンホーフェンにて死去したという。